# Белое облако Чингисхана
«Белое облако Чингисхана» — повесть к роману Чингиза Айтматова «И дольше века длится день», опубликованная в 1990 году. Автор объясняет, что решил дополнить роман главами, ранее не включавшимися по цензурным соображениям. По мнению Д. Быкова, мифологический сюжет «разрывал» роман, становясь слишком большим, и потому был выделен в отдельную повесть.

## Сюжет
Сюжет повести основан на истории любви между одним из сотников войска Чисгинсхана — Эрдене и юной, очаровательной вышивальницей Догунланг. Однажды один предсказатель, обратившись к Чингисхану, рассказал ему о белом облаке, которое в скором будущем появится над головой великого хана всех ханов и будет сопровождать его повсюду, неся в себе благословение Неба. В период похода Чингисхана на европейский континент, в связи с тем, что солдат в походе сопровождают ближайшие члены семьи, хаган издаёт указ, согласно которому запрещает деторождение во время военного похода. В этот момент у Догунланг, вышивавшей огромных драконов на знамёнах Чингисхана рождается первенец. Влюблённые решаются сбежать в степь, но весть о новорождённом быстро доходит до слуха Чингисхана. Будучи заложником собственного приказа, хан, в связи с необходимостью сохранения авторитета власти, вынужден принять решение о казни провинившейся. Не выдержав картину, когда среди толпы, Догунланг обвиняют в распутстве и блуде, Эрдене выкрикивает о том, что это он является отцом ребёнка. Так влюблённые вместе встречают смерть. Ребёнок остаётся вместе с бывшей рабыней, старой прислужницей Догунланг — Алтун. Оказавшись с ребёнком в степи, без пищи и воды, без возможности прокормить ребёнка, Алтун обращается к небу, порицая пороки этого мира. От отчаянья женщина даёт грудь младенцу, и удивлённо осознаёт, что теперь она сможет прокормить ребёнка, ведь в её старой груди появилось материнское молоко. Подняв свой взор в небо, Алтун замечает белое облако, следующее за ней. В связи с тем, что Небо прекращает покровительствовать Чингисхану, он прекращает свой военный поход.
Повесть целиком вошла в состав романа Ч. Айтматова « И дольше века длится день». Связь сюжетной линии прослеживается через упоминание о рукописях втростепенного героя романа — Абуталипа Куттыбаева, написанием которых он занимался со своей женой Зарипой с целью сохранения древнего наследия степей для своих детей. В целом, происходит приемственность между трагическими судьбами данных героев. Их жертва бессмысленна перед лицом времени. Политические интриги, игры, затеянные ради удержания власти, к сожалению, затрагивают отдельных личностей, их семьи, но самое страшное — детей.

## Критика
- Проблематика и поэтика повести Ч. Айтматова «Белое облако Чингисхана» // Русская литература XX века: новые школьные программы и методы обучения : сборник научных трудов. — Тверской государственный ун-т, 1998. — 220 с.
- Л. А. Крылова, С. С. Агибаева. Портрет как текст в повести Ч. Айтматова «Белое облако Чингисхана» // The Way of Science. — 2014.
- Алтыкеева Н. Ж., Итикулова А. Т. Художественный анализ образов в повести Чынгыза Айтматова «Белое облако Чингисхана» // Известия ВУЗов Кыргызстана. — 2018. — № 10. — С. 70-72.